# Blatná Polianka
Blatná Polianka (in ungherese: Sárosmező) è un comune della Slovacchia facente parte del distretto di Sobrance, nella regione di Košice.